# Nomad Astana
Nomad Astana (kaz. Номад Астана; od 2019 do 2022 Nomad Nur-Sułtan – ros. Хоккейный клуб Номад Нур-Султан) – kazachski klub hokeja na lodzie z siedzibą w Astanie.

## Historia
Nomad Astana wykształcił się z klubu Barys Astana, który od 2008 rozpoczął występy w rosyjskich rozgrywkach KHL. Od tego czasu drużyna rezerwowa klubu, pod nazwą Barys Astana 2, uczestniczy w narodowych mistrzostwach Wysszaja Liga i służy jako zespół farmerski wobec pierwszej ekipy Barysu. W maju 2013 Barys Astana 2 został przemianowany na Nomad Astana i od sezonu 2013/2014 funkcjonuje pod tą nazwą.
Drużyna w 2010 przystąpiła do rosyjskich rozgrywek Wyższej Hokejowej Ligi (WHL).
W połowie 2020 trenerem został Aleksandr Wysocki. Przed rozpoczęciem sezonu WHL 2020/2021 z powodu pandemii COVID-19 drużyna została wyłączona z rozgrywek wraz z innymi uczestnikami spoza Rosji. W lipcu 2022 szkoleniowcem Nomadu został ogłoszony Gałym Mambietalijew.

## Sukcesy
- Srebrny medal mistrzostw Kazachstanu: 2011, 2018, 2019
- Złoty medal mistrzostw Kazachstanu: 2017
- Drugie miejsce w Pucharze Kontynentalnym: 2018
- Brązowy medal mistrzostw Kazachstanu: 2021

## Zawodnicy
W drużynie Nomadu występują m.in. zawodnicy przekazani z zespołu nadrzędnego, Barysu Astana.